# Norberto Romuáldez
Norberto Romuáldez López (Burauen, Leyte, 6 de junio de 1875 – Palapag, Samar, 4 de noviembre de 1941) fue un escritor, jurista, político y lingüista filipino que ocupó importantes cargos en el gobierno de su país y dominaba diferentes idiomas, entre ellos el español, lengua de la educación y la administración en su país durante su juventud. Imelda Marcos es su sobrina, hija de su hermano menor, Vicente Orestes Romuáldez. 

## Biografía
Norberto Romuáldez era hijo de Daniel Romuáldez y Trinidad López, cuyo padre era fraile franciscano. Estudió Derecho y entre 1901 y 1903 hacía funciones de notario en el tribunal de primera instancia de Leyte, donde más tarde realizó labores de fiscal (1906-1910).
En el año 1907 contrajo matrimonio con Beatrice Buz.
Entre los años 1910 y 1911 trabajó en la fiscalía de Manila y entre 1911 to 1913 fue juez asociado en el área del registro de propiedades. Finalmente ocupó otros cargos en ese mismo tribunal, siendo entre 1914 y 1919 juez del distrito.
En 1920 fue el representante de su país en la Convención Postal Universal de Madrid (España) y regresando a Filipinas fue nombrado juez asociado del Tribunal Supremo , cargo que ocupó hasta 1932. También trabajó como profesor de derecho en la Universidad de Santo Tomás, siendo conocido que el prefería enseñar en español, a pesar del creciente uso del inglés en su país en esa época.
Dentro de la política, y como activo nacionalista, en 1934 fue elegido como uno de los 10 delegados de la convención constitucional que dio lugar a la Constitución de 1935 de Filipinas, participando en múltiples comisiones y con diferentes responsabilidades.
En 1935 fue elegido miembro de la Primera Asamblea Nacional por Leyte, siendo reelegido en 1938.

## Obra literaria
Junto a su faceta profesional, Norberto Romuáldez siempre practicó la literatura y la lingüística, escribiendo en y sobre las principales las lenguas que dominaba, entre ellas el español, el samareño, el cebuano y el inglés. Así, mezclando la tradición hispánica con las lenguas autóctonas, escribió la primera zarzuela conocida en samareño: An Pagtabang ni San Miguel (La ayuda de San Miguel).
También en samareño, en 1908 escribió Gramática Visaya, Retórica y poética bisayos y Dialectología filipina. Muy activo en este campo durante estos años, en 1909 fundó la Academia de las Lenguas Visayas de Samar y Leyte (Sanghiran san Binisaya ha Samar ug Leyte), hoy no existente, junto con Iluminado Lucente, Eduardo Makabenta y Vicente I. de Veyra y con la que pretendía defender y promocionar el uso esta lengua, junto al español, su lengua materna.
En 1914 escribió Alfabeto Tagbanua y en 1924 Filipina Avis y Música de Long Ago.

## Otras obras
- En 1918 escribió en español las obras Ortografía filipina y La psicología filipina.
- Drama: El hijo de Manaranggot (An Anak han Manaranggot)[6]